# Albert Pobor
Albert Pobor (født 29. maj 1956, død 3. marts 2022) var en kroatisk fodboldspiller og træner.